# Chevrolet Corvette Z06 GT3.R (C8)
Chronologie des modèles
Chevrolet Corvette C8.R
La Chevrolet Corvette Z06 GT3.R est une voiture de course développée conjointement par le constructeur américain Chevrolet et l'entreprise Pratt & Miller répondant à la réglementation technique GT3. 

## Aspects techniques
En novembre 2021, avec la disparition de la catégorie GTLM programmée en 2023, Chevrolet avait annoncé la préparation d'une Corvette Z06 GT3.R afin que celle-ci soit opérationnelle à compter de la saison 2024. Pour la première fois de son histoire, Chevrolet va proposer une Chevrolet  de course pour la compétition-client.
La Chevrolet Corvette Z06 GT3.R est une voiture de Grand tourisme répondant à la réglementation technique GT3. Celle-ci est donc éligible à de nombreuses compétitions automobiles telles que celles organisées par l'ACO, l'IMSA ou le SRO.
Elle est basée que la Chevrolet Corvette Z06 et a été conçue par Chevrolet et Pratt & Miller Engineering.
Elle est équipée d’un moteur V-8 à DACT à vilebrequin plat de 5,5 litres dérivé de la Z06 de production. Ce moteur a commencé son développement sur piste en 2019 avec les premiers essais de la C8.R, avant son utilisation dans la Z06 de production. Le moteur LT6 de la GT3.R provient du Performance Build Center et partage plus de 70 % de ses pièces avec le moteur de série, notamment le vilebrequin, les bielles, les culasses, les injecteurs de carburant, les bobines, les joints et divers autres capteurs.
Le 27 janvier 2023, Chevrolet a présenté la Chevrolet Corvette Z06 GT3.R lors des 24 Heures de Daytona 2023,.

## Histoire en compétition
Le 23 juin 2023, dans le cadre des 24 Heures du Mans 2023, Chevrolet avait annoncé l'engagement de deux Chevrolet Corvette Z06 GT3.R dans la catégorie GTD Pro des WeatherTech SportsCar Championship 2024.
Le 26 juin 2023, l'écurie anglaise TF Sport avait annoncé l'engagement de deux Chevrolet Corvette Z06 GT3.R dans la catégorie GT3 du Championnat du monde d'endurance FIA 2024.
Le 3 août 2023, l'écurie canadienne AWA avait annoncé l'engagement de deux Chevrolet Corvette Z06 GT3.R dans la catégorie GTD des WeatherTech SportsCar Championship 2024.